# Kitzbühel-Triathlon

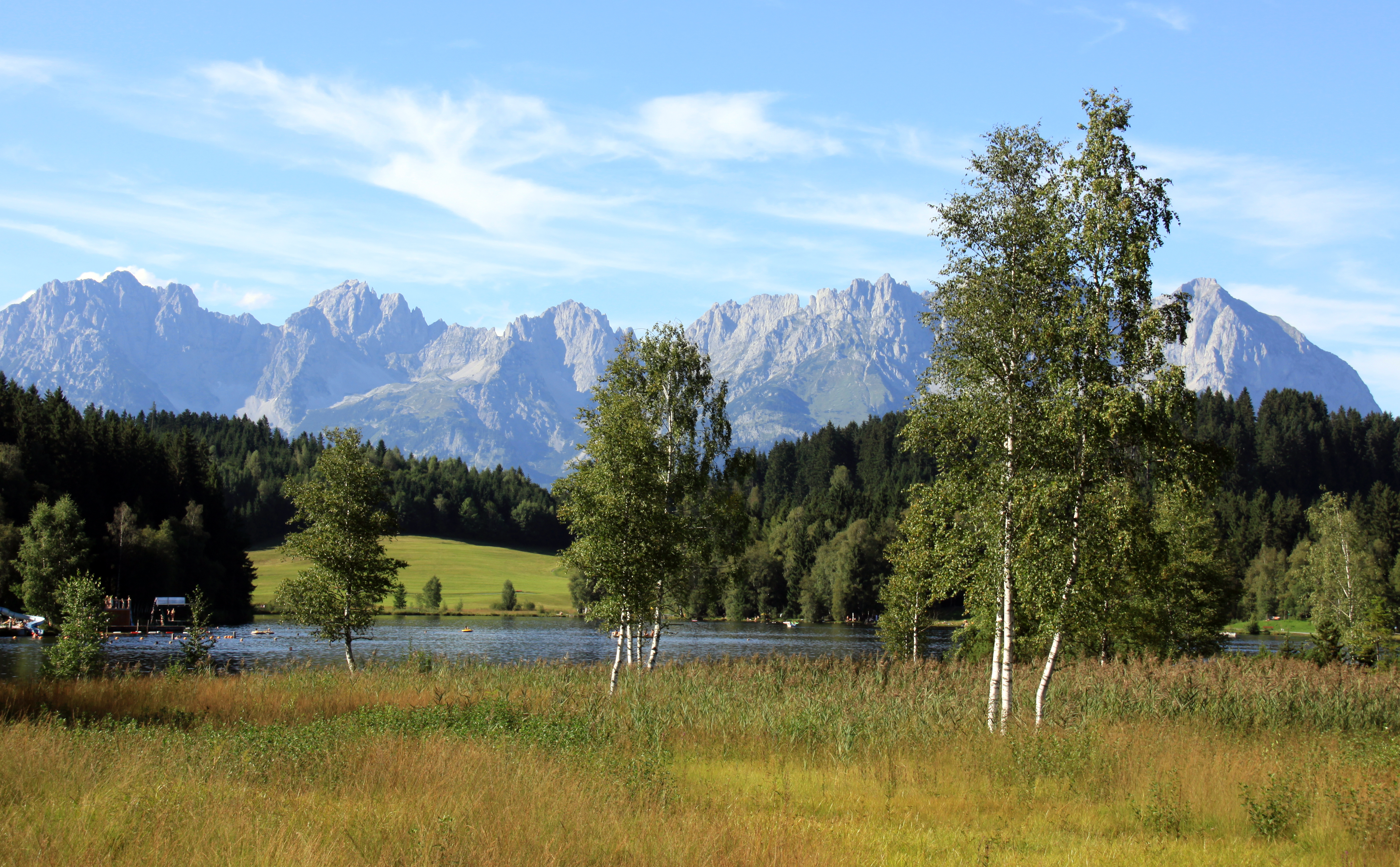
Der Schwarzsee mit dem dahinter liegenden Kaisergebirge

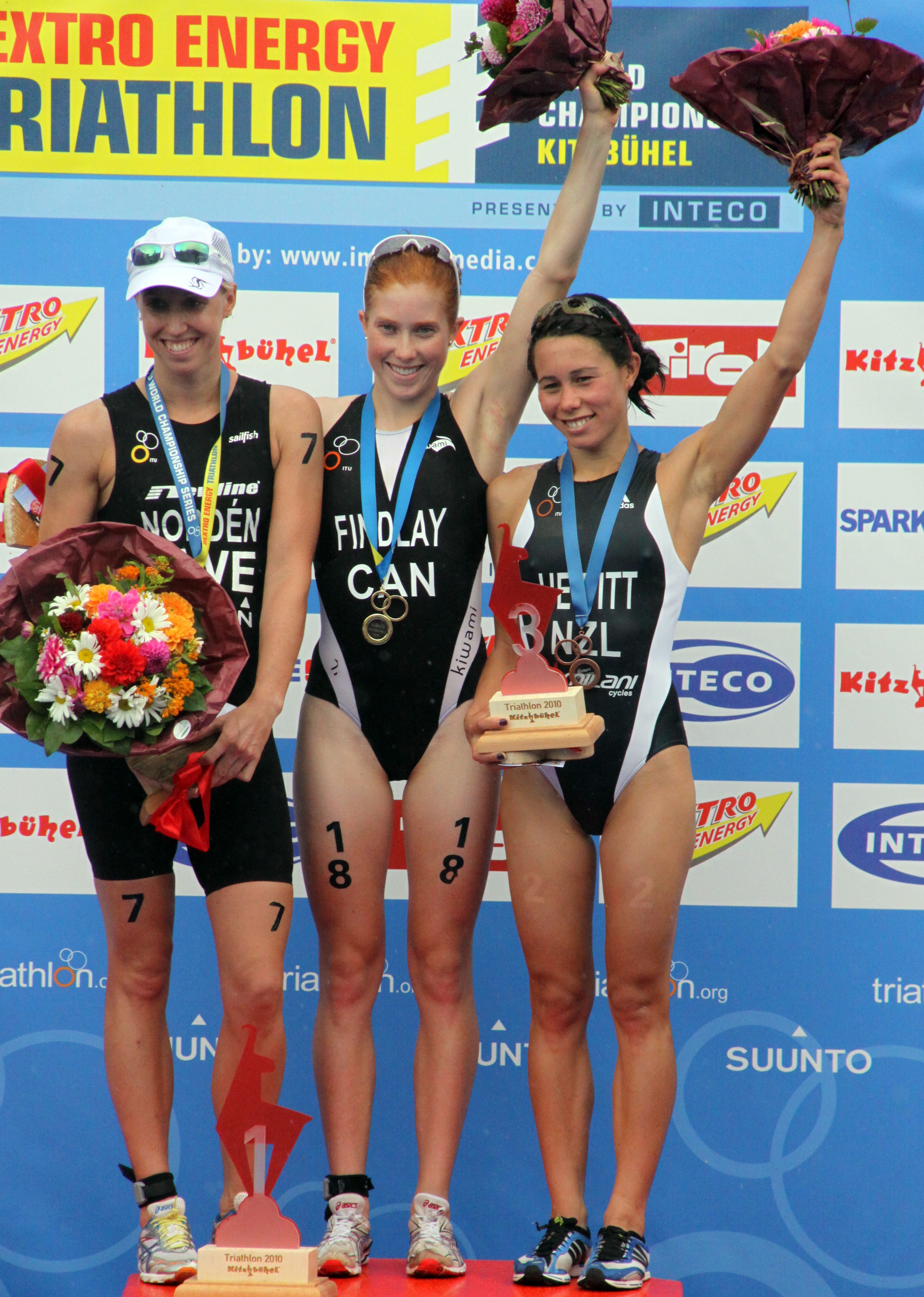
Paula Findlay (Mitte) mit der Goldmedaille von Kitzbühel (August 2010)

Der Kitzbühel-Triathlon ist eine seit 1988 jährlich in Kitzbühel stattfindende Triathlon-Sportveranstaltung und gilt als eine der ältesten und größten Triathlon-Veranstaltungen in Österreich.

## Organisation
Am Schwarzsee wurde 1988 erstmals ein Triathlon organisiert und im selben Jahr wurde auch der Verein mit dem Namen „Team-Tri-Kitz“ gegründet. Als Hauptbewerb wird hier immer ein Rennen über die „olympische Distanz“ (Kurzdistanz) ausgetragen – also 1,5 km Schwimmen, 40 km Radfahren und 10 km Laufen.
1991 und erneut 1995 musste das Rennen aufgrund der kalten Temperaturen als Duathlon ausgetragen werden. Im Jahr 1993 nahmen erstmals in der Triathlongeschichte Österreichs in Kitzbühel mehr als 300 Athleten an einem Kurztriathlon teil und sowohl bei den Männern wie auch bei den Frauen gingen die Siege an deutsche Starter.
1994 wurde dem Triathlonverein Kitzbühel erstmals ein ETU-Rennen zugesprochen. Von 1998 bis 2005 wurden hier aus verschiedenen Gründen keine Rennen ausgetragen.
Nach dem Olympiasieg der für Österreich startenden Kate Allen im Jahr 2004 kam wieder Bewegung in die Sache. Am Kitzbüheler Schwarzsee fanden in den Jahren 2007 und 2008 Weltcup-Triathlons statt, von 2009 bis 2013 war der Ort einer von acht Austragungsorten der Triathlon-Weltmeisterschaftsserie, und zwar der einzige, der nicht in einer Millionenstadt angesiedelt ist. Im Rahmen der Rennen des Jahres 2010 wurden hier auch die USPE Europäischen Polizeimeisterschaften im Triathlon ausgetragen.
Der Brite Alistair Brownlee (zweimaliger Triathlon-Weltmeister auf der Kurzdistanz, zweimaliger Olympiasieger und Aquathlon-Weltmeister) ist hier mit fünf Siegen zwischen 2009 und 2015 der erfolgreichste Athlet.
Im Juni 2017 fanden hier nach 2014 zum zweiten Mal die Triathlon-Europameisterschaften auf der Kurzdistanz statt. Im Juni 2019 wurde die Jugend-Europameisterschaft im Rahmen des Kitzbühel-Triathlons ausgetragen (250 m Schwimmen, 9 km Radfahren und 2 km Laufen).
Die ursprünglich für den 19. bis 21. Juni 2020 geplante Austragung musste Anfang April im Rahmen der Ausbreitung des Coronavirus abgesagt werden.

## Ergebnisse

### Olympische Distanz
Das Rennen über die olympische Distanz (1,5 km Schwimmen, 40 km Radfahren und 10 km Laufen) wurde erstmals 1994 als ETU-Rennen ausgetragen.
| Datum/Jahr                                  | Männer                | Männer                | Männer             | Frauen                 | Frauen               | Frauen             |
| Datum/Jahr                                  | Erster Platz          | Zweiter Platz         | Dritter Platz      | Erster Platz           | Zweiter Platz        | Dritter Platz      |
| ------------------------------------------- | --------------------- | --------------------- | ------------------ | ---------------------- | -------------------- | ------------------ |
| 16. Juni 2017 ETU European Championship     | João Pereira          | Raphaël Montoya       | João Silva         | Jessica Learmonth      | Sophie Coldwell      | Alice Betto        |
| 28. Juni 2015 Staatsmeisterschaft Triathlon | Alois Knabl           | Nikolaus Wihlidal     | Dominik Berger     | Theresa Moser          | Simone Fürnkranz     | Romana Slavinec    |
| 20. Juni 2014 ETU European Championship     | Alistair Brownlee -5- | Dmitri Poljanski      | Vicente Hernández  | Nicola Spirig -3-      | Sophia Saller        | Annamaria Mazzetti |
| 6. Juli 2013 ITU World Championship Series  | Alistair Brownlee -4- | Mario Mola            | Sven Riederer      | Jodie Stimpson         | Emma Jackson         | Anne Haug          |
| 24. Juni 2012 ITU World Championship Series | Alistair Brownlee -3- | Jonathan Brownlee     | Javier Gómez       | Nicola Spirig -2-      | Lisa Nordén          | Andrea Hewitt      |
| 19. Juni 2011 ITU World Championship Series | Alistair Brownlee -2- | Alexander Brjuchankow | Sven Riederer      | Paula Findlay -2-      | Helen Jenkins        | Sarah Groff        |
| 15. Aug. 2010 ITU World Championship Series | Stuart Hayes          | Javier Gomez          | Jan Frodeno        | Paula Findlay          | Lisa Nordén          | Andrea Hewitt      |
| 11. Juli 2009 ITU World Championship Series | Alistair Brownlee     | Javier Gomez          | Laurent Vidal      | Emma Moffatt           | Nicola Spirig        | Andrea Hewitt      |
| 2. Aug. 2008 BG Triathlon World Cup         | Iván Raña             | Kris Gemmell          | Sven Riederer      | Nicola Spirig          | Carole Péon          | Samantha Warriner  |
| 22. Juli 2007 BG Triathlon World Cup        | Simon Whitfield       | Frédéric Belaubre     | Brad Kahlefeldt    | Andrea Hewitt          | Eva Dollinger        | Nicky Samuels      |
| 1. Juli 2006 ITU Premium European Cup       | Martin Krnavek        | Helge Muetschard      | Andriy Glushchenko | Tania Haiböck          | Lenka Radova         | Andrea Hewitt      |
| 1997                                        | Markus Keller -3-     |                       |                    | Francisca Rüssli       |                      |                    |
| 1996                                        | Markus Keller -2-     | Wolfgang Kattnig      |                    | Jasmine Hämmerle       | Brigitte Scheithauer | Susi Habiger       |
| 1995 *                                      | Markus Keller         |                       |                    | Natascha Badmann       |                      |                    |
| 1994                                        | Tomas Kocar           | Christoph Mauch       | Wolfgang Dittrich  | Simone Mortier -2-     |                      |                    |
| 1993                                        | Roland Knoll          |                       |                    | Simone Mortier         |                      |                    |
| 1992                                        | Wolfgang Kattnig -2-  |                       |                    | Monika Feuersinger -2- |                      |                    |
| 1991 *                                      | Wolfgang Kattnig      |                       |                    | Monika Feuersinger     |                      |                    |
| 1990                                        | Peter Celba           |                       |                    | Brigitte Scheithauer   |                      |                    |
| 1989                                        |                       |                       |                    |                        |                      |                    |
| 1988                                        |                       |                       |                    |                        |                      |                    |

| ETU European Short Distance Triathlon Championships (Europameisterschaft) | ÖTRV Österreichische Staatsmeisterschaft Triathlon Kurzdistanz | ITU World Championship SeriesWeltmeisterschafts-Rennserien |

### Sprintdistanz
| Datum/Jahr                                         | Männer                  | Männer        | Männer           | Frauen       | Frauen        | Frauen        |
| Datum/Jahr                                         | Erster Platz            | Zweiter Platz | Dritter Platz    | Erster Platz | Zweiter Platz | Dritter Platz |
| -------------------------------------------------- | ----------------------- | ------------- | ---------------- | ------------ | ------------- | ------------- |
| 22. Juni 2019 ETU European Championship Junior Men | Igor Bellido Mikhailova | Jan Bader     | Alexandre Montez | Anna Goreva  | Inês Rico     | Rebecca Beti  |